# Santalum acuminatum
Santalum acuminatum är en sandelträdsväxtart som först beskrevs av Robert Brown, och fick sitt nu gällande namn av A. Dc.. Santalum acuminatum ingår i släktet Santalum och familjen sandelträdsväxter. Inga underarter finns listade i Catalogue of Life.